# Аммар аль-Мавсили
Абу́-ль-Ка́сим Амма́р ибн Али́ аль-Ма́всили (араб. أبو القاسم عمار بن علي الموصلي‎, ум. ок 1010 года) — средневековый арабский офтальмолог, первым разработавший успешную технику удаления катаракты путём высасывания. На Западе был известен как Canamusali (philosophus de Baldach — «философ из Багдада»), однако насчёт идентичности аль-Мавсили и Canamusali есть сомнения. Судя по всему, трактат Canamusali, распространённый на Западе был не переводом аль-Мавсили, а трудом некоего Давида Арменикуса (David Armenicus).

## Биография
Аммар родился в Мосуле (Мавсил), много путешествовал, посетил страны от Хорасана на востоке и до Палестины и Египта на западе. Практиковал медицину во время правления Фатимидского халифа Аль-Хакима. Благодаря трудам Аммара аль-Мавсили и его современника Али аль-Каххала офтальмология достигла пика своего развития в Золотой век ислама. Несмотря на бо́льшую оригинальность своих исследований Аммар остался в тени славы аль-Каххала. Причина, вероятно, кроется в чрезвычайно сжатом изложении материала в книге аль-Мавсили.

## Научная деятельность
Труд аль-Мавсили под названием «Аль-Мунтахаб фи иладж аль-айн» («Избранные труды о лечении глаза») соединил в себе краткое изложение офтальмологии вместе с примечательным описанием хирургии катаракты. На страницах своей книги автор обсуждает 48 видов болезней, некоторые клинические случаи и приспособления хирургических инструментов, в том числе и полую иглу, которую можно использовать для удаления мягкой катаракты путём отсасывания. Полую иглу из стекла упоминали и более поздние офтальмологи, ок. 1230 года врач Ибн Абу Усайбиа наблюдал удаление катаракты таким способом. Автор «Нур аль-уюн» («Свет очей») Салах ад-Дин ибн Юсуф практически дословно позаимствовал эту главу. Офтальмолог из мусульманской Испании аль-Гафики широко использовал исследования аль-Мавсили в книге «аль-Муршид фи-ль-кухл» («Руководство по офтальмологии»).